# Conrad Hilton
Pour les articles homonymes, voir Hilton.
Conrad Nicholson Hilton, dit Conrad Hilton, né le 25 décembre 1887 à San Antonio (Nouveau-Mexique) et mort le 3 janvier 1979 à Santa Monica (Californie), est un hôtelier américain.
Il est principalement connu pour avoir fondé la chaîne d'hôtels Hilton.

## Biographie
Son père Augustus Halvorson Hilton était d'origine norvégienne, sa mère Mary Genevive Laufersweiler était d'origine allemande.
Il a été marié à Zsa Zsa Gábor de 1942 à 1947 ; ils ont ensemble une fille, Constance Francesca Gabor Hilton (1947-2015).
L'un de ses enfants, Conrad Nicholson (Nicky) Hilton Jr. (1927-1969), est le premier mari de l'actrice américaine Elizabeth Taylor.
Il est l'arrière-grand-père de Paris Hilton, Nicky Hilton, Barron N. Hilton et Conrad H. Hilton.

## Publications
- Be My Guest, Autobiography of Conrad Hilton (Prentice-Hall, Inc. 1958)
- Inspirations of an Innkeeper (privately printed, 1963)